# Marik Vos-Lundh
Marie-Anne "Marik" Vos-Lundh (Petrogrado, 3 de junio de 1923 - 13 de julio de 1994) fue una diseñadora de vestuario, diseñadora de producción y escenógrafa sueca. Colaboró frecuentemente con el director Ingmar Bergman. Fue nominada tres veces al Premio de la Academia al Mejor Diseño de Vestuario por su trabajo en las películas de Bergman, ganando por Fanny y Alexander (1982).

## Infancia y educación
Vos-Lundh nació el 3 de junio de 1923 en Petrogrado, RSFS de Rusia, Unión Soviética, de madre rusa y padre sueco. En 1932, su familia emigró a Suecia. A los doce años decidió convertirse en escenógrafa, tras quedar plenamente cautivada por el teatro. Aunque en la década de 1940 había muy pocos sitios para formación profesional en diseño escénico, realizó cursos que creía que mejorarían sus habilidades artesanales. En 1939 se matriculó en la Konstfack, Universidad de Artes, Artesanía y Diseño donde estudió pintura decorativa, teoría de la perspectiva y acuarela; se graduó en 1943. Entre 1942 y 1944, asistió a la Escuela de Pintura Otte Skölds y trabajó en el Teatro Dramático Real (también conocido como Dramaten).

## Carrera

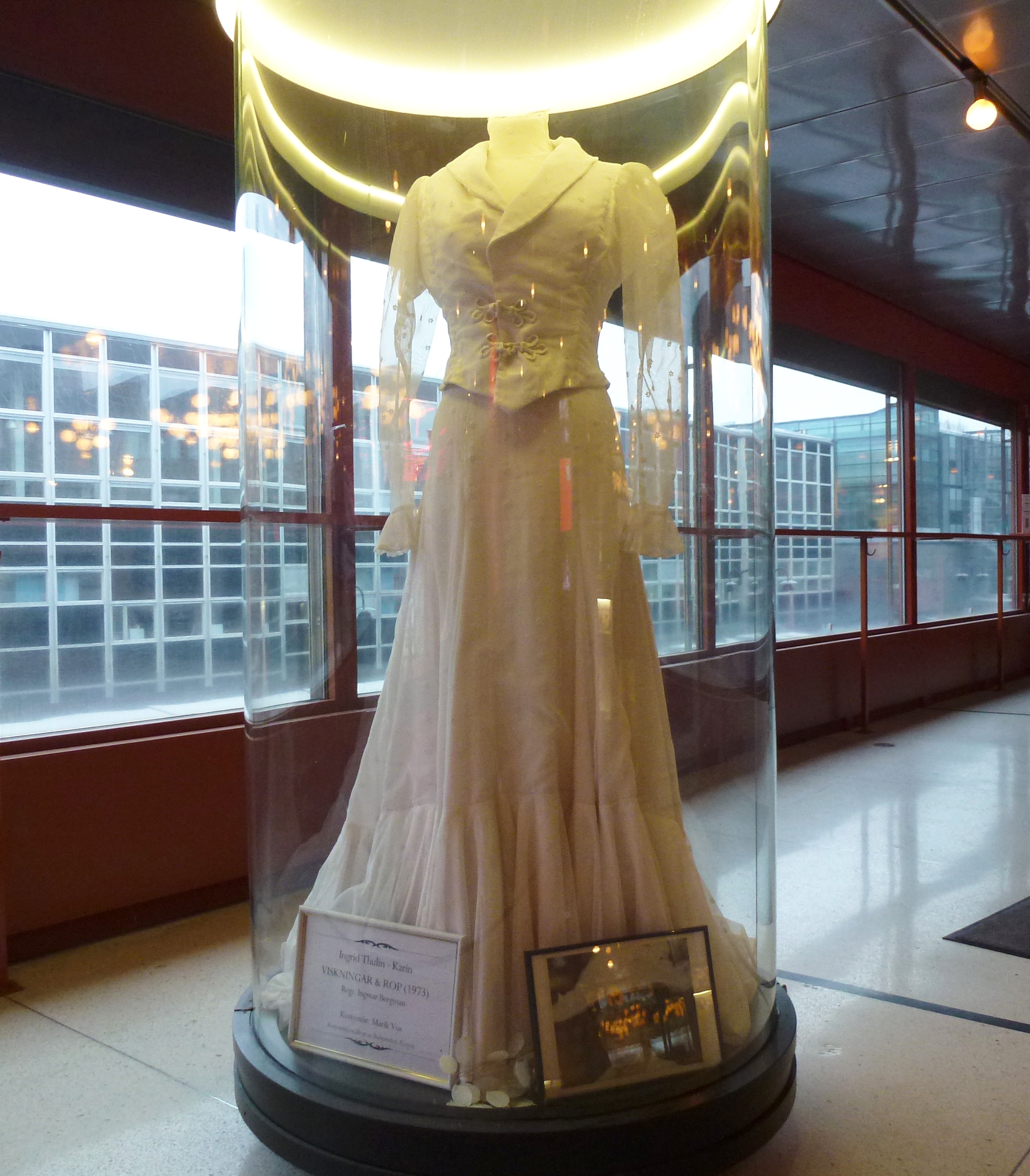
Vestidos blancos que lució Ingrid Thulin en Gritos y susurros, diseñado por Vos-Lundh.

En 1944 comenzó su carrera profesional en 1944 al unirse al Dramaten, donde trabajó durante 40 años. Su primer trabajo teatral importante llegó en 1946 con la creación de los decorados para la producción de El jardín de los cerezos de Antón Chéjov, dirigida por Olof Molander. En los años siguientes alternó entre el diseño de decorados y vestuario para más de 120 producciones teatrales diferentes. Finalmente, en 1963 fue nombrada directora de decoración del Dramaten y al año siguiente directora de producción.
Colaboró con muchos directores a lo largo de su carrera, en particular, su relación profesional de larga data con Bergman ha dado a conocer su obra a un público global. Todo comenzó en el escenario de Dramaten cuando se le encargó proporcionar el vestuario y el diseño de la escenografía para la producción del director de La gaviota de Chéjov en 1961.
Obtuvo una nominación al Premio de la Academia con su primer crédito cinematográfico importante por crear vestuario para el drama de época de Bergman de 1960, El manantial de la doncella. Su colaboración cinematográfica anterior también incluye el drama de 1963 El silencio y el horror psicológico La hora del lobo de 1968, mientras que este último se destaca como su primer esfuerzo cinematográfico en producción en lugar de diseño de vestuario.
Vos-Lundh y Bergman desarrollaron una visión similar sobre la utilización del esquema de color en el vestuario y la dirección de arte como una técnica cinematográfica que afecta la percepción de la película o incluso determina sus temas. Este enfoque mutuo se vio en el clásico de época de 1972, Gritos y susurros. Ella realizó el diseño de los interiores de color sangre carmesí, así como de los contrastantes vestidos blancos y negros de principios del siglo XX. Los diseños de Vos-Lundh en la película fue inmediatamente reconocible y muy aclamada, lo que resultó en otra nominación al Oscar por su extraordinario vestuario. 
Vos-Lundh y Bergman volvieron a reunirse casi una década después para su saga familiar semiautobiográfica de 1982, Fanny y Alexander. En ese proyecto de dirección, que resultó ser el mayor desafío de su carrera, diseñó un total de 250 trajes para los actores principales, y más de 1000 trajes para los extras. En la preproducción, Bergman le dio instrucciones de imaginar el mundo a través de los ojos de los niños; por lo que se permitió algunas libertades artísticas no necesariamente fieles a los vestuarios típicos de la época y creó la realidad mágica de la película en lugar de replicar ropa más auténtica. Vos-Lundh recibió grandes elogios por su trabajo, además de ganar el Premio de la Academia al Mejor Diseño de Vestuario. Se convirtió en la segunda diseñadora sueca en ganar en la categoría. En 1984, Vos-Lundh detalló sus experiencias haciendo vestuario para la película en el libro Dräkterna i dramat: mitt år med Fanny och Alexander .

## Otros trabajos
Además de su trabajo profesional en el escenario y el cine, Vos-Lundh era conocida por su activismo comunitario. Fue elegida miembro de Nya Idun, una asociación cultural de mujeres sueca, en 1960, y sirvió como presidenta de la sociedad entre 1977 y 1980.
En la década de 1980, después de dejar Estocolmo para establecerse en Vamlingbo, se involucró en Suderlamm, un proyecto local de protección ambiental que incluía la producción de lana y creaba más oportunidades de empleo para las mujeres.  Entre otras actividades, también participó en la vida religiosa de su comunidad, sirviendo como sacristán en la iglesia de Vamlingbo.

## Trabajo cinematográfico
| Año  | Título                        | Director       | Crédito                 | Crédito                  | Notas                                            |
| Año  | Título                        | Director       | Diseñadora de vestuario | Diseñadora de producción | Notas                                            |
| ---- | ----------------------------- | -------------- | ----------------------- | ------------------------ | ------------------------------------------------ |
| 1960 | El manantial de la doncella   | Ingmar Bergman | Sí                      | No                       |                                                  |
| 1962 | Adventures of Nils Holgersson | Kenne Fant     | Sí                      | No                       |                                                  |
| 1963 | El silencio                   | Ingmar Bergman | Sí                      | No                       |                                                  |
| 1968 | La hora del lobo              | Ingmar Bergman | No                      | Sí                       |                                                  |
| 1972 | Gritos y susurros             | Ingmar Bergman | Sí                      | Sí                       |                                                  |
| 1982 | Fanny y Alexander             | Ingmar Bergman | Sí                      | No                       | También lanzado en una versión televisiva larga. |

## Premios y nominaciones
| Premio        | Año  | Categoría                 | Trabajo                                     | Resultado | Ref.  |
| ------------- | ---- | ------------------------- | ------------------------------------------- | --------- | ----- |
| Premios Óscar | 1961 | Mejor diseño de vestuario | El manantial de la doncella (Jungfrukällan) | Nominada  | [ 5 ] |
| Premios Óscar | 1974 | Mejor diseño de vestuario | Gritos y susurros Cries and Whispers        | Nominada  | [ 6 ] |
| Premios Óscar | 1984 | Mejor diseño de vestuario | Fanny y Alexander                           | Ganadora  | [ 7 ] |
| Premios BAFTA | 1984 | Mejor diseño de vestuario | Fanny y Alexander                           | Nominada  | [ 8 ] |